# Boitumelo Moiloa
Boitumelo Theodora Moiloa é uma política sul-africana do Noroeste que actua como MEC (Membro do Conselho Executivo) para o Desenvolvimento Social desde maio de 2019. Ela tomou posse como Membro da Legislatura Provincial do Noroeste em agosto de 2013. Moiloa é membro do Congresso Nacional Africano e do Partido Comunista Sul-Africano.

## Carreira política
Moiloa iniciou o seu activismo político durante os seus anos de escola nas décadas de 1980 e 1990. Ela era uma activista do Congresso Nacional Africano. Mais tarde, ela juntou-se ao Partido Comunista da África do Sul e serviu como tesoureira do partido na região da Dra. Ruth Mompatsi. Moiloa também serviu no executivo regional do ANC. Ela foi eleita para o comité executivo provincial do ANC em 2011.
Moiloa tomou posse como membro da Assembleia Legislativa da Província do Noroeste em 13 de agosto de 2013, sucedendo a Veronica Kekesi. Ela foi eleita para um mandato completo nas eleições gerais de 2014. Em abril de 2018, Moiloa protestou contra o premier Supra Mahumapelo e pediu-lhe que renunciasse. Após a sua reeleição na eleição geral realizada em 8 de maio de 2019, o premier Job Mokgoro nomeou-a Membro do Conselho Executivo para o Desenvolvimento Social em 28 de maio de 2019. Ela prestou juramento no mesmo dia e substituiu Fenny Gaolaolwe.